# 北京市第五十五中学
北京市第五十五中学于1954年建校，原北京市市级重点中学，现属北京市示范高中，坐落于北京市东直门外新中街12号。五十五中是一所涉外中学，先后被评为全国首批“现代化教育技术实验学校”、“北京市德育先进校”、“北京市科技活动示范校”、“北京市实验教学普及先进单位”、“北京市校园建设示范校”，也是中国第一所“国际文凭学校”。
学校分中国学生部和国际学生部。国际学生部自1975年开始招收外籍学生，至今已接收近两千名来自五大洲六十多个国家与地区的学生。